# Nisreen Elsaim
Nisreen Elsaim es una activista climática y negociadora climática juvenil sudanesa. Integra el Grupo Asesor de Jóvenes sobre Cambio Climático de la ONU después de una nominación por la Alianza Panafricana por la Justicia Climática. Es presidenta de la Juventud de Sudán por el Cambio Climático. Fue una de las organizadora de la Cumbre Juvenil sobre el Clima de 2019.
Elsaim tiene un título en Física y Energías Renovables de la Universidad de Jartum. Ha participado activamente en el activismo climático juvenil desde 2012.